# فرد شاني
فرد شاني هو كاتب عدل ‏ ومحام بالقضاء العالي وسياسي أسترالي، ولد في 28 أكتوبر 1941 في برث في أستراليا. نشط حزبياً في الحزب الليبرالي الأسترالي. وقد انتخب عضو مجلس النواب الأسترالي ‏ عن دائرة Division of Pearce ‏ (24 مارس 1990 – 8 فبراير 1993) وانتخب عضو مجلس الشيوخ الأسترالي ‏ عن دائرة أستراليا الغربية ‏ (1 يوليو 1973 – 27 فبراير 1990).